# Dicranota laticollis
Dicranota laticollis är en tvåvingeart som beskrevs av Alexander 1968. Dicranota laticollis ingår i släktet Dicranota och familjen hårögonharkrankar.
Artens utbredningsområde är Nepal. Inga underarter finns listade i Catalogue of Life.